# Harlon Block
Harlon Henry Block (6 de noviembre de 1924 – 1 de marzo de 1945) fue un marine de los Estados Unidos que participó en la Segunda Guerra Mundial, específicamente en la Batalla de Iwo Jima, donde fue fotografiado junto a otros cinco compañeros en la legendaria fotografía Alzando la bandera en Iwo Jima del fotógrafo Joe Rosenthal.

## Primeros años
Block nació en Yorktown, Texas, siendo el tercero de seis hijos de Edward Frederick Block y Ada Belle Brandley, una familia adventista. Los hijos de los Block eran: Edward Jr., Maurine, Harlon, Larry, Corky y Melford.
Edward Frederick Block era un veterano de la Primera Guerra Mundial y mantuvo a su familia trabajando como granjero.
Con la esperanza de beneficiar a la familia, los Block se mudaron a Weslaco, Texas, un pequeño pueblo en el Valle del Río Grande. Su padre consiguió trabajo como granjero, y los niños acudieron a un colegio adventista privado. Harlon Block fue expulsado en su primer año al negarse a confesar al director de la escuela qué estudiante había vandalizado la escuela. Block fue transferido a la Weslaco High School.

## Servicio militar
Block y doce de sus compañeros de equipo de fútbol de la escuela se unieron al Cuerpo de Marines en San Antonio el 18 de febrero de 1943 mediante el sistema de servicio militar selectivo. Block recibió entrenamiento como paramarine, que completó exitosamente, tras lo cual sería ascendido a Soldado de Primera Clase (PFC) el 22 de mayo de 1943.

## La batalla de Iwo Jima
Participó durante la Batalla de Iwo Jima, donde desembarcó el 19 de febrero de 1945 y participó durante la segunda ocasión que se alzó la segunda bandera en la cima del Monte Suribachi. 
Block falleció el 1 de marzo, poco después de suceder a Strank en su puesto, muerto unas horas atrás, a causa de fuego de mortero que impactó en su pecho.

## Medallas y condecoraciones
- Corazón Púrpura (póstumo)
- Presidential Unit Citation con una estrella (por Iwo Jima)

## Película
La Conquista Del Honor